# Geofísica

Geofísica. Camps electromagnètics. Esquema del sistema combinat de corrents alineades. Corrent ionosfèric.

La geofísica  és la ciència que estudia la Terra des del punt de vista de la física i que aplicant els mètodes de la física, estudia la totalitat de la Terra, des del centre fins a l'atmosfera superior.
És una de les ciències de la Terra més recents, i els seus espectaculars assoliments foren exposats per primera vegada a l'opinió pública per l'Any Geofísic Internacional. La geofísica abasta diverses branques científiques com l'aeronomia, geodèsia, geoelectricitat, geomagnetisme, geotermometria, gravimetria, hidrologia, meteorologia, oceanografia, sismologia, tectonofísica i vulcanologia. L'aplicació de la geofísica a l'exploració geològica és emprada per a descobrir nous jaciments minerals o per a determinar-ne les característiques.
El seu objecte d'estudi abasta tots els fenòmens relacionats amb l'estructura, condicions físiques i història evolutiva de la Terra. En ser una disciplina experimental, utilitza per al seu estudi mètodes quantitatius físics com la física de reflexió i refracció d'ones mecàniques, i una sèrie de mètodes basats en la mesura de la gravetat, de camps electromagnètics, magnètics o elèctrics i de fenòmens radioactius. En alguns casos aquests mètodes aprofiten camps o fenòmens naturals (gravetat, magnetisme terrestre, marees, terratrèmols, tsunamis, etc.) I en altres són induïts per l'home (camps elèctrics i fenòmens sísmics).
D'acord amb l'objecte d'estudi, convencionalment, la geofísica es divideix en dues grans àrees, l'exploració geofísica i la geofísica global.
En l'exploració geofísica, els principis físics s'apliquen a la recerca i l'avaluació de recursos com el petroli, el gas, minerals, aigua i pedra de construcció. Els científics d'aquest camp també treballen en la gestió dels recursos i dels problemes ambientals associats.
En la geofísica global, s'estudien els terratrèmols, el camp magnètic, oceanografia, geotèrmia i meteorologia.

## Branques científiques
Dins de la ciència geofísica s'hi distingeixen dues grans branques: La geofísica interna i la geofísica externa.

### Geofísica interna
La geofísica interna analitza la superfície i l'interior de la Terra i les principals qüestions que estudia són:
- Gravimetria, estudia el camp gravitatori terrestre i la forma de la Terra.
- Sismologia, estudia els terratrèmols i la propagació de les ones elàstiques (sísmiques) que es generen a l'interior de la Terra. La interpretació dels sismogrames que es registren al pas de les ones sísmiques permeten estudiar l'interior de la Terra.
- Geomagnetisme, estudia el camp magnètic terrestre, tant l'intern generat per la mateixa Terra com l'extern, induït per la Terra i pel vent solar en la ionosfera.
- Oceanografia i Oceanologia, estudien els oceans.
- Paleomagnetisme, s'ocupa de l'estudi del camp magnètic terrestre en èpoques anteriors del planeta.
- Geotermometria, estudia processos relacionats amb la propagació dels fluxos de calor a l'interior de la terra, particularment els relacionats amb desintegracions radioactives i vulcanisme (vulcanologia).
- Geodinàmica, la interacció d'estrès i força a la Terra que causen moviment del mantell i de la litosfera.
- Prospecció geofísica, fa servir mètodes quantitatius per a la localització de recursos naturals com petroli, aigua, jaciments de minerals, coves, etc o artificials com jaciments arqueològics.
- Enginyeria geofísica o geotècnia, fa servir mètodes quantitatius de prospecció per a la ubicació de jaciments de minerals i hidrocarburs, així com per a les obres públiques i construcció en general.
- Tectònica (processos geològics de l'escorça terrestre)
- Tectonofísica, estudia els processos geològics en la Terra.

### Geofísica externa
La geofísica externa Ciències atmosfèriques que estudien les propietats físiques de l'entorn terrestre, que inclouen:
- Electricitat atmosfèrica i magnetisme terrestre
- Meteorologia i climatologia, que estudien el temps atmosfèric a petita i a gran escala, respectivament.
- Hidrologia (estudi de les aigües superficials)
- Aeronomia, que estudia l'estructura física i química de l'atmosfera.
- Estudi de la ionosfera i magnetosfera.
- Relacions Sol-Terra.

## Mètodes
- Gravetat. Gravimetria
- Sísmic. Refractivitat i reflectivitat. Sísmica passiva i activa
- Electromagnètic. Conducció /inducció
- Geotèrmic. Gradient geotèrmic
- Magnètic. Magnetotel·luric. Resistivitat
- Elèctric. Tomografia elèctrica
- Radiomètric[14][15]

Mètodes passius: detecten variacions dins dels camps naturals associats a la Terra, com els camps gravitacionals i magnètics, com ara mètodes gravitatoris, magnètics, els elèctrics i alguns electromagnètics, mètodes radioactius i geotèrmics. Incorporen el mesurament de camps naturals o propietats de la Terra com el magnetotel·lúric i el magnètic.
Mètodes actius: són senyals generats artificialment que es transmeten al sòl i modifiquen els senyals rebuts d'acord amb les carascterístiques dels materials que travessen. Exemples d'aquests mètodes són els mètodes sísmics i alguns dels mètodes elèctrics que mesuren la resistivitat o la refracció sísmica.
Es poden utilitzar diversos mètodes de prospecció geofísica al mar (geofísica marina) o a l'aire (aerogeofísica).

## Aplicacions
Aplicacions més comunes:
- Exploració d'hidrocarburs
- Estudis geològics regionals
- Exploració de jaciments minerals
- Estudis locals d'enginyeria.
- Investigació hidrogeològica.
- Detecció de cavitats subterrànies.
- Cartografia de plomalls de lixiviats i contaminants.
- Localització i definició d'objectes metàl·lics enterrats.
- Arqueogeofísica.
- Geofísica forense[15][14][4]

## Història
El desenvolupament de la geofísica s'ha produït sobretot per la necessitat de la humanitat per conèixer el planeta i els seus components, els seus esdeveniments i els seus problemes. Un altre impuls ha vingut dirigit des del món econòmic interessat en l'aprofitament dels recursos, minerals, petroli, aigua i també l'estudi dels perills i els riscos que poden causar catàstrofes com ara els terratrèmols, volcans, tsunamis, marees i inundacions.

### Les primeres observacions en lèpoca classica (240 aC-1600)
Eratòstenes (240 aC) va mesurar la circumferència de la Terra utilitzant la geometria i l'angle del Sol a més d'una latitud a Egipte.
Aristòtil, a Meteorologia, Plini el Vell a Naturalis Historia i Estrabó a Geographica, escriuen observacions dels terratrèmols i les marees..
Empèdocles (490-430 dC.), observa els volcans i inicia explicacions de la seva naturalesa.
Tit Lucreci va afirmar que l'Etna era buit per dins i que els focs del subsòl eren impulsats per un fort vent que circulava prop del nivell del mar.
Plini el Vell va observar terratrèmols que van precedir una erupció.
Athanasius Kircher (1602–1680) va ser testimoni de les erupcions de l'Etna i l'Estromboli i va visitar el cràter del Vesuvi i va publicar la seva visió d'una Terra amb un foc intern connectat a altres de superficials.

### Els primers instruments de mesura i anàlisi, 1600-1855
William Gilbert, a De Magnete (1600) va deduir que les brúixoles apunten al nord perquè la Terra mateixa és magnètica. És el primer tractat experimental de la modernitat.
Isaac Newton (1687) va publicar els seus Principia, on va establir les bases de la mecànica clàssica i la gravitació i explicacions dels fenòmens geofísics com les marees i la precessió de l'equinocci.
Les anàlisis experimentals i matemàtiques es van aplicar a les diverses àrees de la geofísica:
- la forma, la densitat i el camp gravitatori de la Terra (Pierre Bouguer, Alexis Clairaut i Henry Cavendish)
- el camp magnètic terrestre (Alexander von Humboldt, Edmond Halley i Carl Friedrich Gauss)
- la sismologia (John Milne i Robert Mallet)
- l'edat, la calor i la radioactivitat de la Terra (Arthur Holmes i William Thomson)

En hidrologia hi hagué descripcions i propostes sobre la teoria del cicle de l'aigua per part de Marcus Vitruvius, Leonardo da Vinci i Bernard Palissy.
Els pioners de l'hidrologia van ser Pierre Perrault, Edme Mariotte i Edmond Halley amd els seus estudis sobre la pluja, l'escolament, l'àrea de drenatge, la velocitat, les mesures de la secció transversal i el cabal.
Els avenços del segle XVIII van incloure el piezòmetre de Daniel Bernoulli i l'equació o principi de Bernoulli i el Tub de Pitot d'Henri Pitot.
Al segle xix, els estudis de la hidrologia de les aigües subterrànies es van reforçar per la llei de Darcy, la fórmula del pou de Dupuit-Thiem i l'equació de Hagen-Poiseuille per als fluxos a través de canonades.
Matthew Fontaine Maury (1855) publica Geography of the Sea, el primer llibre d'oceanografia.
Galileu (1607) construeix el termtoscopi, o termòmetre.
Evangelista Torricelli 81643) va inventar el baròmetre de mercuri i Blaise Pascal (1648) va redescobrir que la pressió atmosfèrica disminueix amb l'alçada, i va deduir que hi ha un buit per damunt de l'atmosfera.

### El sorgiment de la disciplina científica, 1834
El primer científic que va emprar el terme geofísica va ser Julius Fröbel el 1834. El terme es va utilitzar poc en les dècades següents i no es va entendre prou fins que van començar a aparèixer revistes especialitzades com Beiträge zur Geophysik (1887). El Journal of Geophysical Research es va fundar el 1896 amb el títol Terrestrial Magnetism. El 1898, es va fundar l'Institut de Geofísica a la Universitat de Göttingen, i Emil Wiechert va ser el primer catedràtic de Geofísica del món. En el marc internacional de la disciplina va ser important la fundació de la Unió Internacional de Geodèsia i Geofísica el 1919.

### Segle XX
El descobriment de l'interior de la Terra i la sismologia
El moviment tectònic de les plaques
Oceanografia
Geomagnetisme
L'atmosfera i la seva influència
Les aplicacions a la indústria.